# Manaus FC
Manaus FC is een Braziliaanse voetbalclub uit Manaus in de staat Amazonas.

## Geschiedenis
De club werd in 2013 opgericht en speelt sinds 2014 in het Campeonato Amazonense. In 2017 bereikte de club de tweede rond en versloeg daar Fast. In de finale wonnen ze ook van Nacional en werd zo voor het eerst staatskampioen, waardoor ze in 2018 voor het eerst in de nationale reeksen mogen spelen. De club deed het erg goed in de Série D, de club werd groepswinnaar en overleefde daarna nog twee rondes. In de kwartfinale verloren ze na penalty's tegen Imperatriz, waardoor ze op een haar na de promotie misten. In 2019 werd de club al voor de derde keer op rij staatskampioen. In de daaropvolgende Série D bereikte de club de finale tegen Brusque, die ze na strafschoppen verloren. Hierdoor promoveerde de club naar de Série C en het is de eerste club van de staat die daarin slaagde sinds de invoering van de Série D in 2009. De club eindigde in 2020 op een respectabele vijfde plaats. Het leek er even op dat Manaus de dominante club van de staat zou worden, maar in 2019 werd de club Amazonas opgericht, die ook promotie kon afdwingen naar de Série C in 2022 en een jaar later zelfs verder promoveerde naar de Série B terwijl Manaus na vier seizoenen degradeerde.  

## Erelijst
Campeonato Amazonense
2017, 2018, 2019, 2021, 2022, 2024